# Cidade de Davi

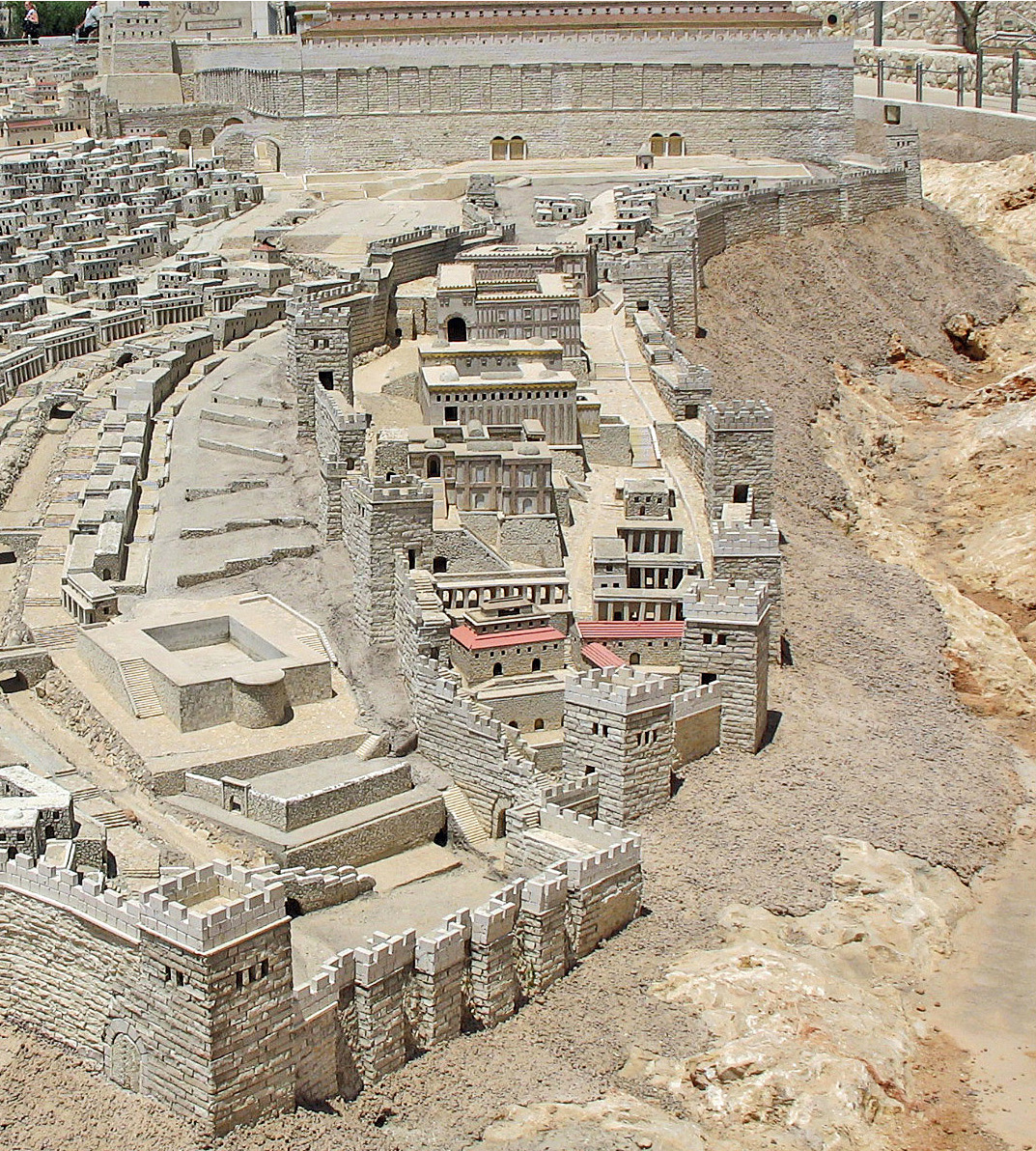
Cidade de Davi, Modelo Holyland de Jerusalém.

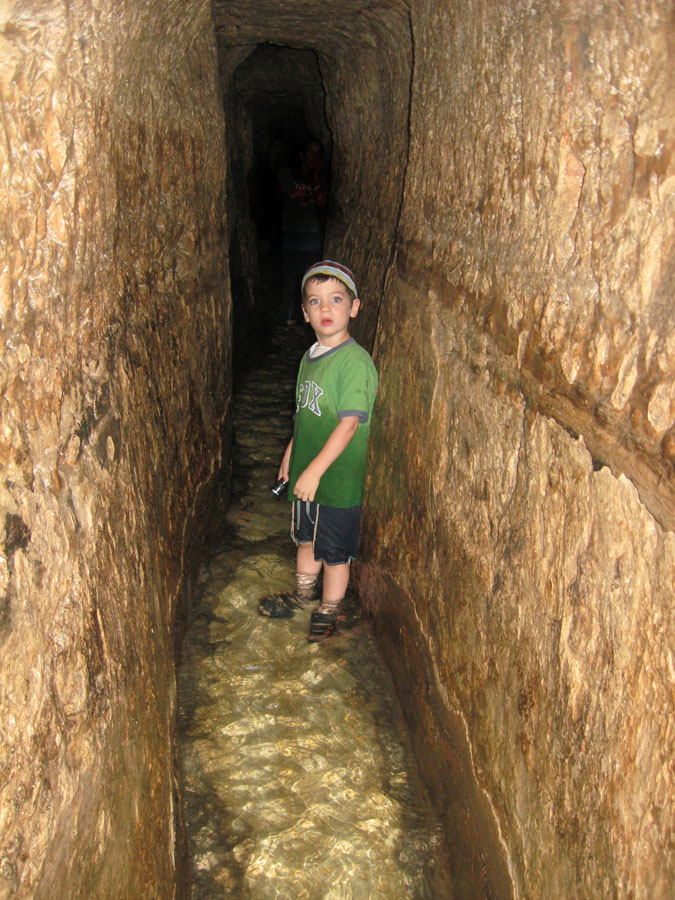
Turista dentro do túnel de Ezequias, em 2010.

A Cidade de Davi ou David (em hebraico:  עיר דוד, transl. Ir David; em árabe: مدينة داوود) é região habitada há mais tempo da cidade israelense de Jerusalém, e um de seus principais sítios arqueológicos. Consiste de um promontório estreito que avança rumo ao sul, a partir do Monte do Templo. Foi uma cidade cercada por muralhas durante a Era do Bronze e, de acordo com a tradição bíblica, teria sido ali que o rei Davi construiu seu palácio e estabeleceu sua capital. A Cidade de Davi tinha como defesas naturais o vale de Tiropeão, a oeste, o vale de Geena ao sul, e o vale do Cédron a leste (embora com o tempo este vale localizado a leste tenha deixado de ser tão profundo, devido à ocupação humana).
Em tempos antigos, a Cidade de Davi era separada do Monte do Templo pelo Ofel, uma área desabitada que se tornou a sede do governo sob o domínio israelita. Durante o reinado de Ezequias, as muralhas da cidade foram expandidas para oeste, incluindo um subúrbio até então sem muros, conhecido atualmente como Cidade Antiga de Jerusalém, a oeste do Monte do Templo.
Atualmente o complexo com a escavação arqueológica e o centro de visitantes da Cidade de Davi é uma das principais atrações turísticas de Israel. Embora ainda existam residências de muçulmanos e judeus na região, as escavações arqueológicas continuam a ser feitas, muitas vezes sob estas residências, e existem propostas de transformar todo o promontório em um parque arqueológico onde as gerações vindouras irão visitar. 